# دادي أوين
دادي أوين (بالإنجليزية: Daddy Owen)‏ هو مغني كيني، ولد في 29 يناير 1982 في كاكاميغا ‏ في كينيا.

## وصلات خارجية
- الموقع الرسمي
- دادي أوين على موقع ميوزك برينز (الإنجليزية)